# رأس الخليج
قرية رأس الخليج هي إحدى القرى التابعة لمركز شربين في محافظة الدقهلية في جمهورية مصر العربية. حسب إحصاءات سنة 2006، بلغ إجمالي السكان في رأس الخليج 17375 نسمة، منهم 8908 رجل و8467 امرأة.

## التاريخ
قرية رأس الخليج من القرى القديمة، حيث ذكرها الأسعد بن مماتي في كتابه قوانين الدواوين ضمن أعمال الدنجاوية، كما ورد ذكرها في تحفة الإرشاد. كذلك ذكرها ابن الجيعان في كتابه التحفة السنية ضمن أعمال دمياط. وكان من توابعها قريتي السوالم التي انفصلت عنها سنة 1275هـ/1859م، وكفر الوسطاني والتي فصلت عنها سنة 1335هـ/1917م.

## من أعلامها
- أحمد بن أحمد الحلواني، (1833 - يوليو 1891) (1249 - ذو الحجة 1308) صوفي.
- إبراهيم أبو النجا، مؤسس جامعة المنصورة،
- صلاح الناهي مدرب كرة القدم ولاعب نادي الزمالك السابق،
- عزمي مجاهد عضو مجلس إدارة نادي الزمالك.